# Sphinx merops
Sphinx merops är en fjärilsart som beskrevs av Jean Baptiste Boisduval 1870. Sphinx merops ingår i släktet Sphinx och familjen svärmare. Inga underarter finns listade i Catalogue of Life.

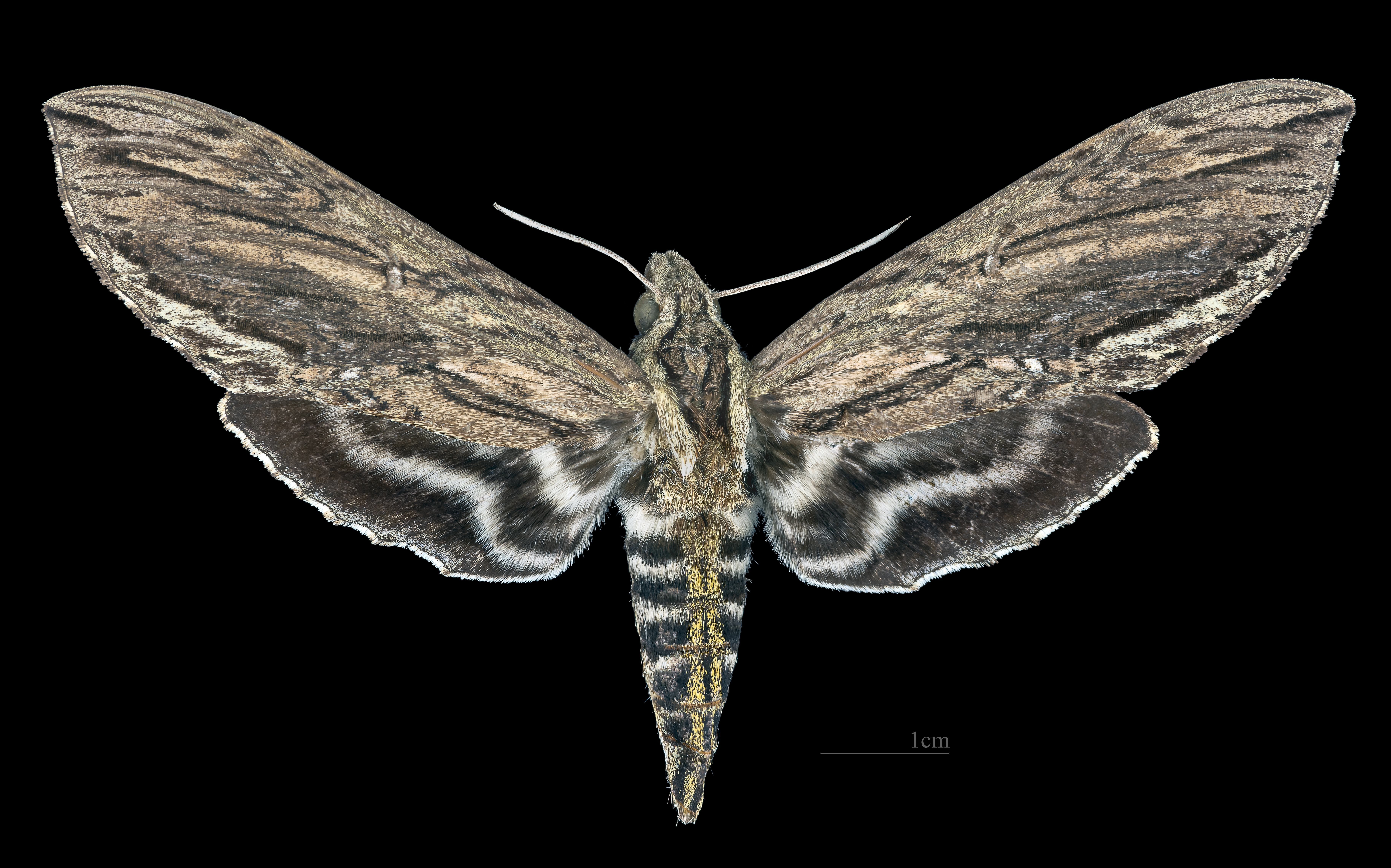
Lintneria merops  ♀
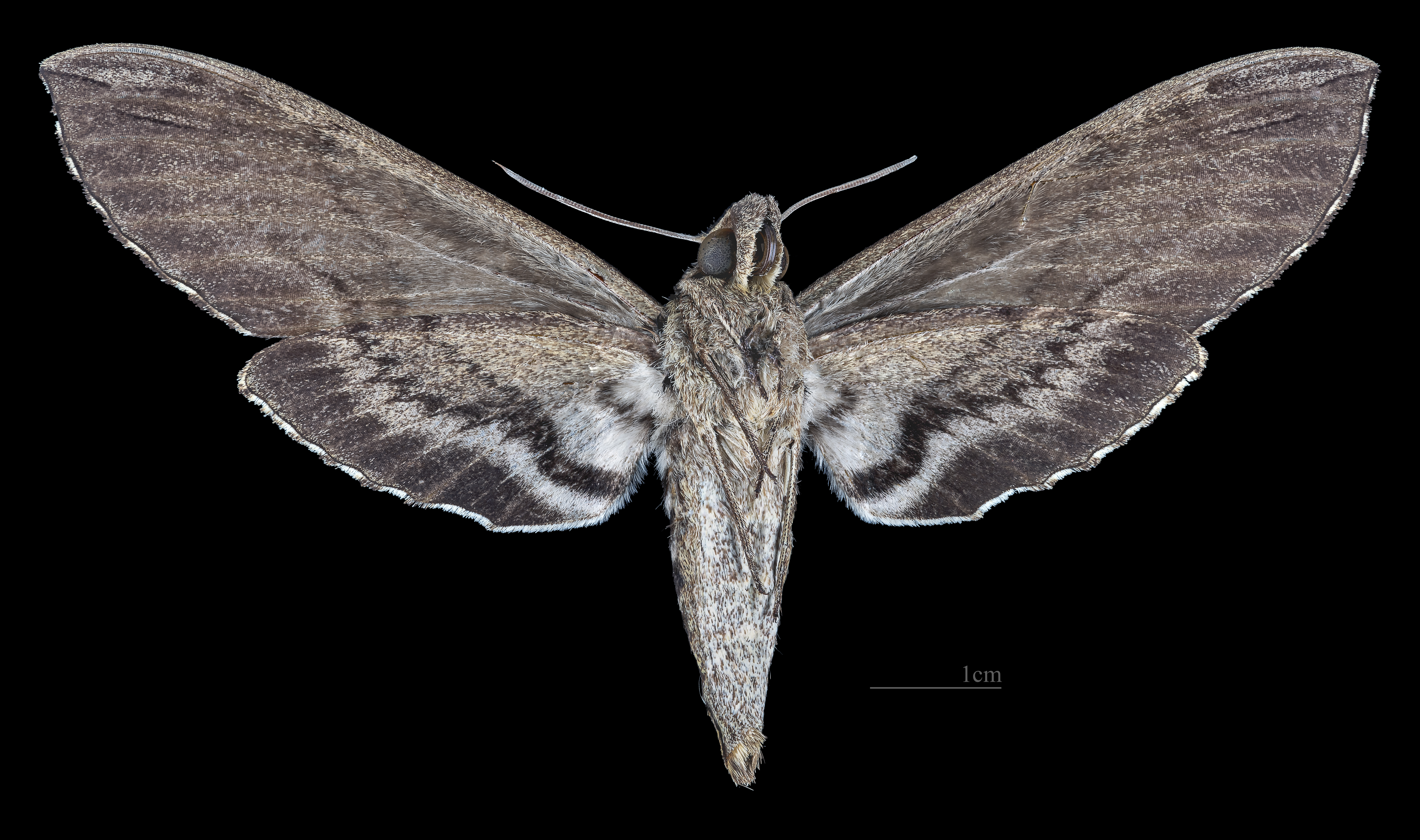
Lintneria merops  ♀ △